# Городище (Артёмовская волость)
Городище — деревня в Невельском районе Псковской области России. Входит в состав Артёмовской волости. 

## География
Расположена в 30 км к юго-востоку от города Невель. В 3 км к югу проходит граница с Белоруссией.

## Население
| 2001 | 2002 | 2010 |
| ---- | ---- | ---- |
| 50   | ↘47  | ↘44  |

Численность населения деревни по оценке на начало 2001 года составляла 50 человек.

## История
В 1939 году в селе родился Герой Советского Союза Алексей Гусаков.